# Das Reich
Das Reich („Imperiul”) a fost un săptămânal german apărut pentru prima oară la data de 26 mai 1940. A fost înființat de Rolf Rienhardt, și în fiecare număr al revistei apărea un editorial scris de Joseph Goebbels, ministrul nazist al propagandei, restul publicației fiind în sarcina altor colaboratori ai lui Rolf Rienhardt. Acest instrument de propagandă nazistă era difuzat atât în Germania, cât și în alte state din Europa.